# Achillea sinensis
Achillea sinensis là một loài thực vật có hoa trong họ Cúc. Loài này được Heimerl mô tả khoa học đầu tiên năm 1938.